# Angelo Biancini
Angelo Biancini (Castel Bolognese, 24 de abril de 1911 – Castel Bolognese, 3 de janeiro de 1988) foi um escultor italiano. Nascido em Castel Bolognese e educado na Academia de Belas Artes de Florença, onde ele estudou escultura com Libero Andreotti. A Sala 10 da Coleção de Arte Moderna Religiosa no Museu do Vaticano é dedicado a Biancini.